# Fredriksdals kyrka
Fredriksdals kyrka är en kyrkobyggnad i Nässjö kommun. Den är församlingskyrka i Barkeryd-Forserums församling, Växjö stift.

## Kyrkobyggnaden
Kyrkan uppfördes 1957 efter ritningar av arkitekt Anders Berglund.
I koret finns en målning av Kaj Järpemark som är inspirerad från Johannes uppenbarelse. Målningen tillkom år 1982 inför kyrkans 25-årsjubileum.

### Webbkällor
- Församlingen informerar om kyrkan